# Orkun Kökçü
Orkun Kökçü (Haarlem, 29 de dezembro de 2000) é um futebolista turco-holandês que atua como meia-atacante. Atualmente joga no Beşiktaş.

## Carreira

### Feyenoord
Cria das categorias de base do Groningen, Kökçü juntou-se às categorias de base do Feyenoord em 2014. Fez a sua estreia profissional aos 17 anos, numa vitória de 4-0 sobre o VV Gemert, em partida valida pela KNVB Cup em 17 de setembro de 2018, marcando o segundo gol da partida. A sua estreia na Eredivisie veio no dia 9 de dezembro do mesmo ano contra o Emmen, na partida em questão, deu uma assistência e marcou um gol, após entrar no segundo tempo, no lugar de Jens Toornstra, com o termino da partida sendo um 4-1 para o clube de Roterdã.
Após a saída de Jens Toornstra, o técnico do Feyenoord, Arne Slot, escolheu Kökçü como capitão do clube em 2 de setembro de 2022. Com Kökçü como capitão, o Feyenoord venceu a Eredivisie de 2022–23.

### Benfica
Em junho de 2023, foi anunciado no Benfica. Ele custou 25 milhões de euros (R$ 131 milhões) aos cofres do clube de Lisboa (valor ainda pode chegar a 30 milhões caso sejam cumpridas metas de contrato).
Kökcü se torna desse modo o jogador mais caro da história do Benfica, superando os 24 milhões de euros pagos pelo uruguaio Darwin Núñez em 2020, ao Almería.

## Seleção Nacional

### Países Baixos
Apesar de ter nascido nos Países Baixos, Kökçü possui ascendência turca. Kökçü foi juvenil pelo Países Baixos, tendo representado a Sub-18 e a Sub-19.

### Turquia
Em julho de 2019, Kökçü anunciou a intenção de jogar pela seleção da Turquia. Ele representou a equipe Sub-21 na derrota por 3–2 para a Inglaterra, válido pelas eliminatórias do Campeonato Europeu de Futebol Sub-21 de 2021.
Ele fez sua estreia na seleção turca no dia 6 de setembro de 2020 num jogo válido pela Liga das Nações da UEFA contra a Sérvia, iniciando como titular e jogando a primeira hora do empate fora de casa por 0-0.

## Vida pessoal
Nascido nos Países Baixos, Kökçü é descendente de turcos e azerbaijanês. Orkun Kökçü é o irmão mais novo de Ozan Kökçü. Ele é um torcedor de longa data do Beşiktaş.

## Títulos
Feyenoord
- Eredivisie: 2022–23
- Supercopa dos Países Baixos: 2018

Benfica
- Supertaça Cândido de Oliveira: 2023
- Taça da Liga: 2024–25

## Premiações Individuais
Feyenoord
- Talento do mês da Eredivisie: Dezembro de 2019; Março de 2021
- Jogador do mês da Eredivisie: Janeiro de 2022; Fevereiro de 2022; Abril de 2023